# Belmont (Massachusetts)
Pour les articles homonymes, voir Belmont.
Belmont est une ville du comté de Middlesex, Massachusetts, qui fait partie du Grand Boston. Sa population était de 24 729 habitants au recensement de 2010.
C'était le fief électoral de Mitt Romney.

## Histoire
Belmont a été fondée au mois de mars 1859 par des citoyens des villes voisines de Watertown, Waltham et Arlington, qui est aujourd'hui le faubourg de West-Cambridge, au nord. La ville doit son nom à une propriété de 80 ha d'un avocat fort en vue à l'époque, John Perkins Cushing. L'est de la ville, y compris le faubourg de Fresh Pond, a été annexé à Cambridge en 1880 au terme d'un procès sur un abattoir de Fresh Pond, autorisé en 1878, censé polluer les eaux de Cambridge.
Une fois immatriculée, la commune de Belmont devint un bourg rural dont les grandes fermes approvisionnaient en viande et en légumes la ville de Boston. Elle conserva cette fonction jusqu'à l'arrivée du tramway au XXe siècle, qui en fit une banlieue résidentielle de Boston : la population de Belmont doubla pratiquement au cours des années 1920. L'économie locale s'appuyait presque exclusivement sur le secteur primaire, comprenant à la fois de grandes exploitations agricoles et des serres (fleurs et maraîchage).

## Personnalités
- Eudoxia Woodward (1919-2008), artiste et chercheuse en chimie, est née et morte à Balmont.